# Ángel Nieto

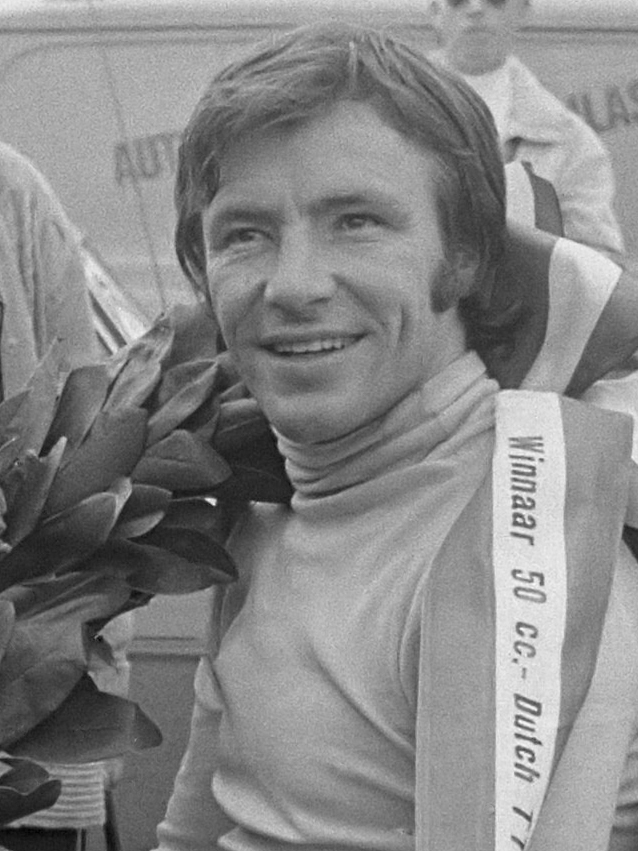
Ángel Nieto med lagerkrans efter segern i 50GP-klassen i TT Assen 1972.

Ángel Nieto Roldán, född 25 januari 1947 i Zamora i Kastilien och León i Spanien, död 3 augusti 2017 på Ibiza, var en spansk roadracingförare. Han blev världsmästare i 50GP 1969, 1970, 1972, 1975 och 1976 samt världsmästare i 125GP 1971, 1972, 1979, 1981, 1982, 1983 och 1984.

## Roadracingkarriär
Nieto körde aldrig i 500GP, utan tillbringade sin karriär i 125GP och 50GP, där han tog 6 titlar i 50GP och 7 titlar i 125GP. Bara Giacomo Agostini och Valentino Rossi har vunnit fler deltävlingar. Nieto var speciellt bra på Assen där han under karriären tog 15 segrar. Totalt blev det 90 segrar under karriären, och när Valentino Rossi tangerade Nietos notering tog han med Nieto på invarvet, och han höll i en flagga där det stod 90+90, medan Nieto styrde cykeln.
Två av hans söner, Ángel Nieto Jr. och Pablo Nieto samt brorsonen Fonsi Nieto har tävlat i roadracing-VM.

## Segrar 50GP
| Nr | Grand Prix   | År   |
| -- | ------------ | ---- |
| 1  | Östtyskland  | 1969 |
| 2  | Nordirland   | 1969 |
| 3  | Västtyskland | 1970 |
| 4  | Frankrike    | 1970 |
| 5  | Jugoslavien  | 1970 |
| 6  | Holland      | 1970 |
| 7  | Nordirland   | 1970 |
| 8  | Holland      | 1971 |
| 9  | Östtyskland  | 1971 |
| 10 | Sverige      | 1971 |
| 11 | Holland      | 1972 |
| 12 | Belgien      | 1972 |
| 13 | Spanien      | 1972 |
| 14 | Spanien      | 1975 |
| 15 | Västtyskland | 1975 |
| 16 | Italien      | 1975 |
| 17 | Holland      | 1975 |
| 18 | Finland      | 1975 |
| 19 | Jugoslavien  | 1975 |
| 20 | Italien      | 1976 |
| 21 | Holland      | 1976 |
| 22 | Sverige      | 1976 |
| 23 | Västtyskland | 1976 |
| 24 | Spanien      | 1976 |
| 25 | Spanien      | 1977 |
| 26 | Jugoslavien  | 1977 |
| 27 | Holland      | 1977 |

## Segrar 80GP
| Nr | Grand Prix | År   |
| -- | ---------- | ---- |
| 1  | Frankrike  | 1985 |

## Segrar 125GP
| Nr | Grand Prix      | År   |
| -- | --------------- | ---- |
| 1  | Belgien         | 1970 |
| 2  | Östtyskland     | 1970 |
| 3  | Italien         | 1970 |
| 4  | Spanien         | 1970 |
| 5  | Österrike       | 1971 |
| 6  | Holland         | 1971 |
| 7  | Östtyskland     | 1971 |
| 8  | Tjeckoslovakien | 1971 |
| 9  | Spanien         | 1971 |
| 10 | Österrike       | 1972 |
| 11 | Italien         | 1972 |
| 12 | Holland         | 1972 |
| 13 | Belgien         | 1972 |
| 14 | Sverige         | 1972 |
| 15 | Italien         | 1974 |
| 16 | Belgien         | 1974 |
| 17 | Belgien         | 1976 |
| 18 | Venezuela       | 1977 |
| 19 | Holland         | 1977 |
| 20 | Sverige         | 1977 |
| 21 | Finland         | 1978 |
| 22 | Storbritannien  | 1978 |
| 23 | Västtyskland    | 1978 |
| 24 | Jugoslavien     | 1978 |
| 25 | Venezuela       | 1979 |
| 26 | Österrike       | 1979 |
| 27 | Västtyskland    | 1979 |
| 28 | Italien         | 1979 |
| 29 | Spanien         | 1979 |
| 30 | Jugoslavien     | 1979 |
| 31 | Holland         | 1979 |
| 32 | Storbritannien  | 1979 |
| 33 | Frankrike       | 1980 |
| 34 | Holland         | 1980 |
| 35 | Belgien         | 1980 |
| 36 | Finland         | 1980 |
| 37 | Argentina       | 1981 |
| 38 | Österrike       | 1981 |
| 39 | Västtyskland    | 1981 |
| 40 | Frankrike       | 1981 |
| 41 | Spanien         | 1981 |
| 42 | Holland         | 1981 |
| 43 | Storbritannien  | 1981 |
| 44 | Finland         | 1981 |
| 45 | Argentina       | 1982 |
| 46 | Österrike       | 1982 |
| 47 | Spanien         | 1982 |
| 48 | Italien         | 1982 |
| 49 | Holland         | 1982 |
| 50 | Storbritannien  | 1982 |
| 51 | Italien         | 1983 |
| 52 | Västtyskland    | 1983 |
| 53 | Spanien         | 1983 |
| 54 | Österrike       | 1983 |
| 55 | Holland         | 1983 |
| 56 | Storbritannien  | 1983 |
| 57 | Italien         | 1984 |
| 58 | Spanien         | 1984 |
| 59 | Västtyskland    | 1984 |
| 60 | Frankrike       | 1984 |
| 61 | Holland         | 1984 |
| 62 | Storbritannien  | 1984 |